# Ignacio Iglesias
Ignacio Iglesias Suárez (Langreo, 6 settembre 1912 – L'Haÿ-les-Roses, 15 ottobre 2005) è stato un politico e antifascista spagnolo.
A lungo militante e dirigente del Partito Operaio di Unificazione Marxista (POUM), dopo la guerra civile spagnola e l'esilio il suo forte anti-stalinismo lo portò ad aderire a tesi socialiste.

## Biografia
Nato nella regione mineraria delle Asturie, il contesto familiare influenzò notevolmente le future scelte politiche di Iglesias (il padre era un sindacalista comunista). Da giovane acquisì una educazione tecnica, diplomandosi come perito industriale. Nel 1930, si unì alla Gioventù Comunista (organizzazione giovanile del Partito Comunista di Spagna), ma dopo poche settimane fu espulso con l'accusa di trotskismo. Dopo quella esperienza, stabilì una corrispondenza epistolare con Andrés Nin, tornato in Spagna dopo l'esperienza in Unione Sovietica, ed iniziò a collaborare con la rivista Comunismo.
Nel 1934, collaborò attivamente alla creazione delle Alleanze Operaie nelle Asturie, che portò lo stesso anno alla rivolta armata repressa nel sangue dal governo di destra della CEDA. La sconfitta lo costrinse a spostarsi prima a Madrid, poi a Barcellona, dove ebbe occasione di lavorare nella Sinistra Comunista di Spagna di Nin e successivamente di presenziare alla fondazione del POUM, di cui diresse insieme ad altri la Gioventù Comunista Libertaria.
Tornato nelle Asturie, dopo la vittoria elettorale del Fronte Popolare del 1936 e il successivo tentativo di colpo di Stato da parte di parte dell'esercito e dei miliziani falangisti, combatté per impedire che quella regione cadesse in mano dei golpisti, prima di riparare a Bilbao. Da qui, dopo diversi tentativi riuscì, attraverso la Francia, a raggiungere Barcellona, dove lavorò nella redazione del giornale La Batalla.
Dopo le giornate di maggio e l'arresto di quasi tutti i dirigenti del POUM, compreso Nin, Iglesias entrò nella clandestinità e proseguì la sua attività politica con documenti falsi nelle file anarchiche. Successivamente si unì con falso nome alla Scuola di Guerra a Barcellona, da cui nel 1938 riparò in Francia.
Con lo scoppiare della seconda guerra mondiale e con l'occupazione della Francia da parte delle truppe della Germania nazista, nel 1941 Iglesias venne arrestato a Tolosa insieme ad altri militanti del POUM, tra cui Solano, e condannato per "attività comuniste" ai lavori forzati. Con l'avanzare del fronte alleato, fu deportato al campo di concentramento di Dachau, in Baviera, da cui fu liberato al termine della guerra.
Tornato in Francia, continuò a collaborare al settimanale "La Batalla", ma il suo giudizio negativo sulla esperienza dell'Unione Sovietica lo pose in minoranza tra le file dei poumisti in esilio. A suo giudizio, l'Unione Sovietica "si era convertita in un paese a capitalismo di stato e la burocrazia era diventata la nuova classe dominante", tesi che argomentò in diversi articoli che sfociarono, nel 1952, alla sua fuoriuscita dalle file del partito.
In esilio permanente in Francia, continuò a collaborare con diversi periodici e riviste, fino alla sua morte, avvenuta nel 2005 a L'Hay-les-Roses, vicino da Parigi.